# Mircea Vulcănescu
Mircea Vulcănescu (n. 3 martie 1904, București, România – d. 28 octombrie 1952, Aiud, România) a fost un filolog, filosof, publicist, sociolog și politician român de extremă dreaptă, xenofob și antisemit, condamnat în 1946 de un tribunal din România pentru crime de război. A făcut parte din Guvernul Ion Antonescu ca subsecretar de stat în Ministerul de Finanțe.

## Biografie
S-a născut pe 3 martie 1904, la București, în familia unui inspector financiar. Clasele primare le-a absolvit în Capitală, gimnaziul la Iași și Tecuci (fiind refugiat în timpul ocupației germane), iar liceul l-a urmat la Galați și București. Din adolescență a scris poezii și eseuri („Conștiința națională la români”, „Cine e poetul românismului”). 
La sfârșitul ocupației germane din Primul Război Mondial, Mircea Vulcănescu își manifestă bucuria de a fi trăit momentul 1 decembrie 1918 printr-un discurs în fața Universității din București. Ajutat de I. G. Duca, ministrul cultelor și instrucțiunilor publice de atunci, se suie pe soclul statuii lui Mihai Viteazul și vorbește în public pentru prima oară ca reprezentant al elevilor de liceuSursă lipsită de notabilitate. 
În 1921 s-a înscris la Facultatea de Filosofie și Litere și la Facultatea de Drept din București. A fost membru al Asociației Studenților Creștini din România (ASCR). În anul universitar 1923 - 1924 și-a satisfăcut stagiul militar, ca voluntar, la școala militară de geniu din București, unde a obținut gradul de sublocotenent.
În timpul studenției a scris mai multe lucrări filosofice: Cercetări asupra cunoștinței, Introducere în fenomenologia teoriei cunoștinței, Misticismul și teoria cunoștinței. A proiectat Sistemul meu filosofic: existențialismul. A publicat mai mult articole în Buletinul ASCR și a fost influențat de profesorii săi Dimitrie Gusti și Nae Ionescu.
În 1925, și-a luat licențele în Filosofie și în Drept. În primăvara aceluiași an a participat la campania monografică organizată de Dimitrie Gusti în satul Goicea Mare (din 1968, component al comunei Goicea), județul Dolj. Tot atunci s-a căsătorit cu Anina Rădulescu-Pogoneanu, o colegă de facultate.
Începând cu toamna lui 1925, Mircea Vulcănescu a făcut studii de specializare la Paris, intenționând să-și dea un doctorat în drept și altul în sociologie, nedefinitivate.

### Colaborarea la „Gândirea” și „Criterion”
În iarna lui 1927, a început colaborarea la „Gândirea”. A continuat să activeze în cercurile cultural-religioase la Paris, unde a conferențiat în repetate rânduri. În octombrie 1928, a început să colaboreze la ziarul „Cuvântul”, al Mișcării Legionare, până la suspendarea ziarului în 1933. În anul universitar 1929–1930, a fost „asistent onorific” la catedra profesorului Dimitrie Gusti. Apoi, a fost profesor de economie politică și științe juridice la Școala de Asistență Socială, până în 1935.
A divorțat de soția sa, Anina Rădulescu-Pogoneanu și, pe 27 aprilie 1930 s-a căsătorit cu Margareta Ioana Niculescu, o altă fostă colegă de facultate, profesoară de liceu.  
A publicat articole pe teme religioase, eseuri filosofice și texte de economie politică; a mers în campaniile monografice organizate de profesorul D. Gusti; a conferențiat cu diverse ocazii și a participat la emisiunea „Universitatea Radio” de la Radiodifuziunea Română.
Pe 13 octombrie 1931 a ieșit în public asociația culturală „Criterion”, la simpozioanele căreia Vulcănescu a susținut comunicări. A colaborat la Viața Universitară, Realitatea ilustrată, Ultima oră, Pan, Azi, Prezentul, Criterion, Convorbiri literare, Izvoare de filosofie, Index, Dreapta, Floare de Foc, Familia, Cuvântul studențesc, Gând românesc, Ideea Românească, Excelsior, de multe ori sub pseudonim. Din iunie 1935, a deținut funcția de director general al Vămilor până în septembrie ’37, când a fost demis după ce a descoperit contrabanda cu băuturi și țigări făcută de Eduard Mirto, fost ministru al Comunicațiilor. Totuși, a fost numit director al Datoriei Publice în Ministerul de Finanțe. În acei ani a călătorit intens pentru interesele statului român în mai multe capitale europene. În anii următori, a ocupat de asemenea poziții importante în administrația națională: 1940 - 1941, director la Casei Autonome de Finanțare și Amortizare și președinte al Casei Autonome a Fondului Apărării naționale, pentru ca din 27 ianuarie 1941 să fie subsecretar de stat la Finanțe, până la 23 august 1944. În această perioadă, a fost asistent onorific la catedra de Sociologie a profesorului Dimitrie Gusti. Regele Carol al II-lea și ulterior regele Mihai I i-au conferit distincții și ordine naționale, în semn de recunoaștere pentru serviciile aduse statului român.

### Politician
Bun orator, a conferențiat cu pasiune și persuasiune despre subiecte diferite, o temă fiind satul românesc. În studiul Dimensiunea românească a existenței (1943), Vulcănescu a abordat problema specificului național, problemă care a fost discutată încă de junimiști, și după ei, de Nicolae Iorga, Garabet Ibrăileanu, Ovid Densusianu, Rădulescu-Motru, E. Lovinescu, Pârvan, Blaga, Ralea, G. Călinescu ș.a.m.d. Mircea Vulcănescu a deținut funcția de subsecretar de stat la Ministerul de Finanțe în guvernul Ion Antonescu, în perioada 27 ianuarie 1941 - 23 august 1944.
Unul dintre cei mai tenace negociatori ai României cu cel de-al Treilea Reich, Mircea Vulcănescu a reușit, între 1941 și 1944, să obțină pentru Banca Națională a României 8 vagoane de aur (confiscate de URSS imediat după 23 august 1944) și înzestrarea Armatei a 4-a cu echipament militar german nou etc. Sursă lipsită de notabilitate
După Lovitura de stat din 23 august 1944 a revenit pe postul de șef al Datoriei Publice, unde a rămas până pe 30 august 1946, când a fost arestat pentru crime de război în lotul al doilea al foștilor membri ai guvernului Antonescu.
Institutul Național pentru Studierea Holocaustului din România „Elie Wiesel” îl consideră inițiatorul a numeroase hotărâri de guvern antievreiești.
Conform Deutsche Welle, el a fost „rinocerizat de legionarism și pronazism”.
Conform RFI, „a participat la zeci de consilii de miniștri în care s-au discutat aspecte ce țin de pregătirea și luarea de decizii cât se poate de practice pentru exterminarea populației evreiești și rome”.

### Detenția și decesul
La 9 octombrie 1946 a fost condamnat la opt ani de temniță grea. În ianuarie 1948 i s-a respins recursul menținând pedeapsa din 1946.
Închis la Aiud, Mircea Vulcănescu a ținut o serie de conferințe considerate subversive de torționari, pentru că le menținea oamenilor moralul. A fost încarcerat cu alți 12 deținuți din celula sa, în beciul secției 1, unde au fost dezbrăcați în pielea goală și lăsați în frig, neavând paturi sau scaune pe care să șadă. Epuizat, unul dintre deținuți a căzut din picioare după câteva ore. Conform unui martor, Vulcănescu s-ar fi așezat pe ciment ca o saltea pentru cel doborât, salvându-i viața. Vulcănescu a murit pe 28 octombrie 1952, bolnav de plămâni. Șeful temnicerilor de la Aiud l-a pedepsit mutându-l din celula condamnaților într-o celulă din cetățuia închisorii, în care a petrecut o noapte pe un ger de -20o.Avea 48 de ani și a lăsat un îndemn: „Să nu ne răzbunați!”.
Chiar și surse care susțin că în mod pur formal nu a fost un criminal de război, îl compară cu Adolf Eichmann, adică mai potrivit decât Eichmann pentru banalitatea răului.
A locuit pe strada Popa Soare, la nr. 16 A.
În anul 2017, s-a încercat schimbarea denumirii Liceului Mircea Vulcănescu din București, sectorul 4, în Liceul Traian Popovici, în memoria primarului Cernăuțean care a salvat 20,000 de evrei de la moarte. Însă, în urma unor proteste naționalist-creștine și filolegionare, numele liceului s-a păstrat.
În cele din urmă controversatul nume a fost  înlocuit cu “Liceul Economic nr.1“. Unii istorici specializați pe Istoria Securității consideră acesta o victorie a luptei de clasă “care se răzbună mai ales pe simboluri, pentru că le cunosc puterea“.

## Decorații
- Ordinul „Steaua României” în gradul de Mare Ofițer (7 noiembrie 1941)[17]

## Bustul lui Mircea Vulcănescu
Academicienii Răzvan Theodorescu și Bogdan Simionescu au protestat în 2022 împotriva demolării bustului lui Mircea Vulcănescu din Sectorul 4 din București.

## Principalele publicații ale lui Vulcănescu

### Antume
- Teoria și sociologia vieții economice. Prolegomene la studiul morfologiei economice a unui sat (1932)
- În ceasul al 11-lea (1932)
- Cele două Românii (1932)
- Gospodăria țărănească și cooperația (1933)
- & als, D. Gusti și școala sociologică de la București, București, Institutul Social Român, 1937;
- Războiul pentru întregirea neamului (1938)
- Înfățișarea socială a două județe (1938)
- Dimensiunea românească a existenței (1943)

### Postume
- 1992 - Ultimul cuvânt, Ediție îngrijită de Marin Diaconu, Editura Humanitas, București

- 1996 - Către ființa spiritualității românești, Editura Eminescu, București;
- 2004 - Bunul Dumnezeu cotidian: studii despre religie, Editura Marin Diaconu, Editura Humanitas, București;
- 2005 - Chipuri spirituale. Prolegomene sociologice, Editura Marin Diaconu, Editura Fundației Naționale pentru Știință și Artă, București.